# Pelabuhan Baru
Pelabuhan Baru is een bestuurslaag in het regentschap Rejang Lebong van de provincie Bengkulu, Indonesië. Pelabuhan Baru telt 1623 inwoners (volkstelling 2010).